# Magic Cop
Pour plus de détails, voir Fiche technique et Distribution.
Magic Cop (驱魔警察, Kui moh ging chaat), aussi appelé officieusement Mr. Vampire 5, est une comédie d'horreur hongkongaise réalisée par Stephen Tung et sortie en 1990 à Hong Kong.
Elle totalise 3 645 000 HK$ de recettes à Hong Kong.

## Synopsis
Oncle Feng (Lam Ching-ying), un policier expérimenté, mène une vie tranquille sur l'île de Tung Ping Chau (en). Un jour, sa vieille voisine lui demande de se rendre sur l'île de Hong Kong pour récupérer le corps de sa fille, une hôtesse de l'air tuée par la police après avoir été soupçonnée d'être une contrebandière. Feng constate que l'« hôtesse de l'air » en question a en fait été tuée avant son retour à Hong Kong, qu'elle s'était transformée en jiangshi et qu'elle est maintenant contrôlée par une magicienne japonaise (Michiko Nishiwaki) qui l'utilise pour de la contrebande. Grâce à ses compétences surnaturelles et son expérience de détective, Feng découvre progressivement l'emplacement du repaire de la magicienne.

## Fiche technique
- Titre original : 驱魔警察
- Titre international : Magic Cop
- Réalisation : Stephen Tung
- Scénario : Sam Chi-leung et Tsang Kan-cheung
- Musique : BMG Melody Bank
- Photographie : Cho On-sun, Kwan Chi-kan et Lam Fai-tai
- Montage : Kwok Ting-hung et Woo Kei-chan
- Production : Lam Ching-ying
- Société de production : Movie Impact et Millifame Productions
- Société de distribution : Media Asia Entertainment Group
- Pays d'origine :  Hong Kong
- Langue : cantonais
- Genre : comédie d'horreur
- Durée : 87 minutes
- Date de sortie :
  -  Taïwan : 20 octobre 1990
  -  Hong Kong : 2 novembre 1990
  -  Philippines : 18 juin 1992

## Distribution
- Lam Ching-ying : oncle Feng
- Wilson Lam : l'inspecteur Lam
- Michael Miu : le sergent matricule 2237
- Wong Mei-way : Lin
- Michiko Nishiwaki : la magicienne japonaise
- Wu Ma : Ma
- Billy Chow : l'homme de main de la magicienne
- Frankie Chin : Eddie